# Eparchia di Lida
L'eparchia di Lida (in bielorusso: Лідская епархія; in russo Лидская епархия?) è un'eparchia dell'esarcato bielorusso del Patriarcato di Mosca.
Dal 5 aprile 2015 l'eparca è Porfirio di Lida e Smarhon', nato Oleg Stepanovich Prednyuk.

## Territorio
L'eparchia comprende i distretti di Iŭe, Lida, Astravec, Ašmjany e Smarhon' nella regione di Hrodna.
Sede eparchiale è la città di Lida, dove si trova la cattedrale di San Michele Arcangelo. Il vescovo ha il titolo ufficiale di "eparca di Lida e Smarhon'".

## Storia
L'eparchia è stata eretta dal Santo Sinodo della Chiesa ortodossa russa il 25 dicembre 2014, ricavandone il territorio dall'eparchia di Navahrudak.